# Dworowy
Dworowy – w wierzeniach słowiańskich duch opiekuńczy obejścia. Opiekował się stajniami, chlewami, oborami, sadami, pasiekami, kurnikami, kuźniami oraz przydomowymi ogródkami. Patronował także pracom w polu. 
Tak jak inne opiekuńcze duchy domowe ma postać ubranego po chłopsku małego dziadka z długą brodą, wyróżniały go jednak różnokolorowe włosy. Przybierał także postać węża z kogucią głową. Dworowy zamieszkiwał w oborze lub chlewie i nieustannie krzątał się w pobliżu domostwa.
Dworowy lubił być obdarowywany świecidełkami, chlebem i owczą wełną. Nie znosił zwierząt o białej sierści i sprowadzał na nie choroby.